# Lakeland (Florida)
Lakeland es una ciudad ubicada en el condado de Polk en el estado estadounidense de Florida. En el Censo de 2010 tenía una población de 97.422 habitantes y una densidad poblacional de 506,34 personas por km².

## Geografía
Según la Oficina del Censo de los Estados Unidos, Lakeland tiene una superficie total de 192.41 km², de la cual 169,05 km² corresponden a tierra firme y (12,14%) 23,35 km² es agua.

## Demografía
Según el censo de 2010, había 97.422 personas residiendo en Lakeland. La densidad de población era de 506,34 hab./km². De los 97.422 habitantes, Lakeland estaba compuesto por el 70,84% blancos, el 20,89% eran afroamericanos, el 0,32% eran amerindios, el 1,8% eran asiáticos, el 0,09% eran isleños del Pacífico, el 3,38% eran de otras razas y el 2,68% pertenecían a dos o más razas. Del total de la población el 12,6% eran hispanos de cualquier raza.

## Economía

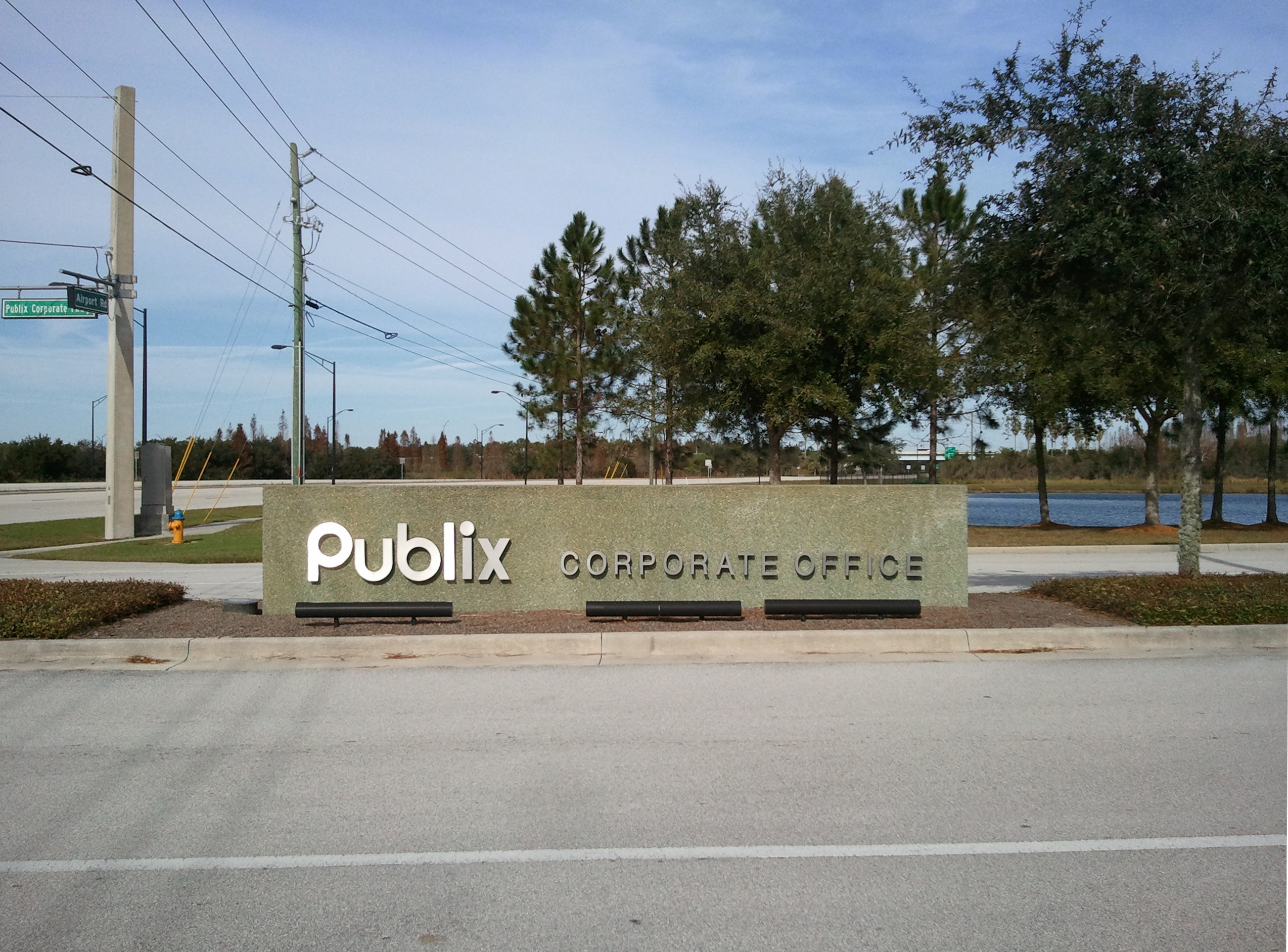
Sede social de Publix

Lakeland alberga la sede de Publix.